# Fox Feature Syndicate
Fox Feature Syndicate (nota anche come Fox Comics e Fox Publications) è stata una casa editrice statunitense di fumetti attiva nel periodo noto come Golden Age. Venne fondata da Victor S. Fox, e produsse titoli come Blue Beetle, Fantastic Comics e Mystery Men Comics.

## Storia
Victor S. Fox e il suo socio Bob Farrell fondarono la Fox Feature Syndicate con sede Lexington Avenue n. 480 a New York City alla fine degli anni trenta. Strinsero un accordo con la Eisner & Iger, per la produzione di serie a fumetti. L'autore Will Eisner, alla richiesta della Fox di produrre un personaggio ispirato a Superman, creò il supereroe Wonder Man per la prima testata pubblicata dalla Fox, Wonder Comics, esordita poi a maggio 1939, firmandosi come "Willis". Eisner disse poi in una intervista che la DC Comics fece causa alla Fox perché riteneva che Wonder Man fosse un plagio di Superman, e si vide costretto a confermarlo; tuttavia dalla trascrizione del processo scoperta da Ken Quattro nel 2010, viene rilevato che Eisner sostenne la Fox affermando che Wonder Man era una sua originale creazione.
Anche dopo che gli venne impedito di pubblicare il personaggio di Wonder Man, la Fox pubblicò altre serie incentrate su personaggi che erano ispirati ad altri già esistenti come The Bird Man (che ricordava Hawkman), Jo-Jo il Congo Re (Tarzan), Junior (Archie) e molti altri prima di soccombere per le conseguenze delle sue pratiche commerciali.
Dopo aver perso la causa,  Victor Fox licenziò Eisner e Iger, e assunse un gruppo di autori di fumetti e Joe Simon, che aveva già lavorato per Eisner e Iger come freelancer, divenne curatore editoriale della Fox.
Essendo una delle prime case editrici del periodo d'oro del fumetto americano, ha pubblicato opere di importanti autori ancora agli inizi della loro carriera come ad esempio Lou Fine che creò il personaggio di The Flame in Wonderworld Comics; Dick Briefer con Rex Dexter of Mars nella omonima serie; George Tuska esordì con "Zanzibar" in Mystery Men Comics n. 1 (agosto 1939) e "Tom Barry" (Wonderworld Comics n. 4); Fletcher Hanks realizzò Stardust the Super Wizard in Fantastic Comics dal 1939 al 1940.
Jack Kirby, assunto nello staff dopo aver lavorato come freelance per la Eisner & Iger, realizzò la serie a strisce The Blue Beetle esordita a gennaio 1940 con un personaggio creato da Charles Nicholas Wojtkowski in Mystery Men Comics n. 1 (agosto 1939).
Durante gli anni quaranta, la Fox produsse fumetti di vario genere ma rimane nota per le serie di supereroi e umoristiche. Con il dopoguerra la popolarità dei supereroi andò calando e la Fox, come altre case editrici, si concentrò su serie horror e crime. A seguito però dell'introduzione del Comics Code Authority a metà degli anni cinquanta, la Fox dovette chiudere e vendette i diritti di Blue Beetle alla Charlton Comics.

## Galleria d'immagini

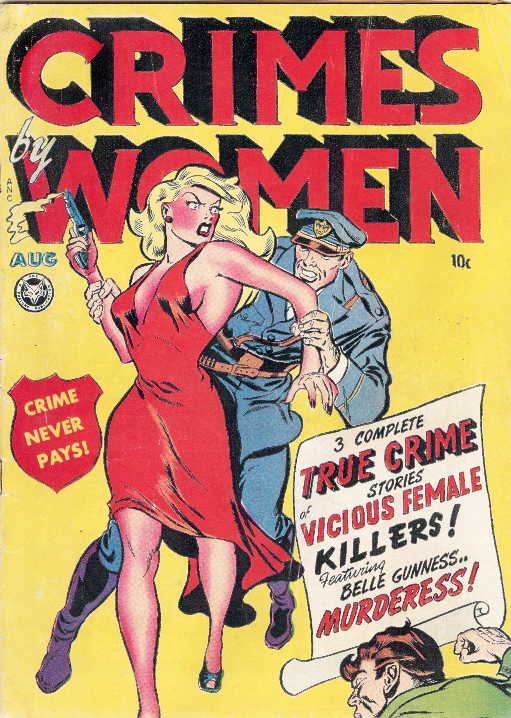
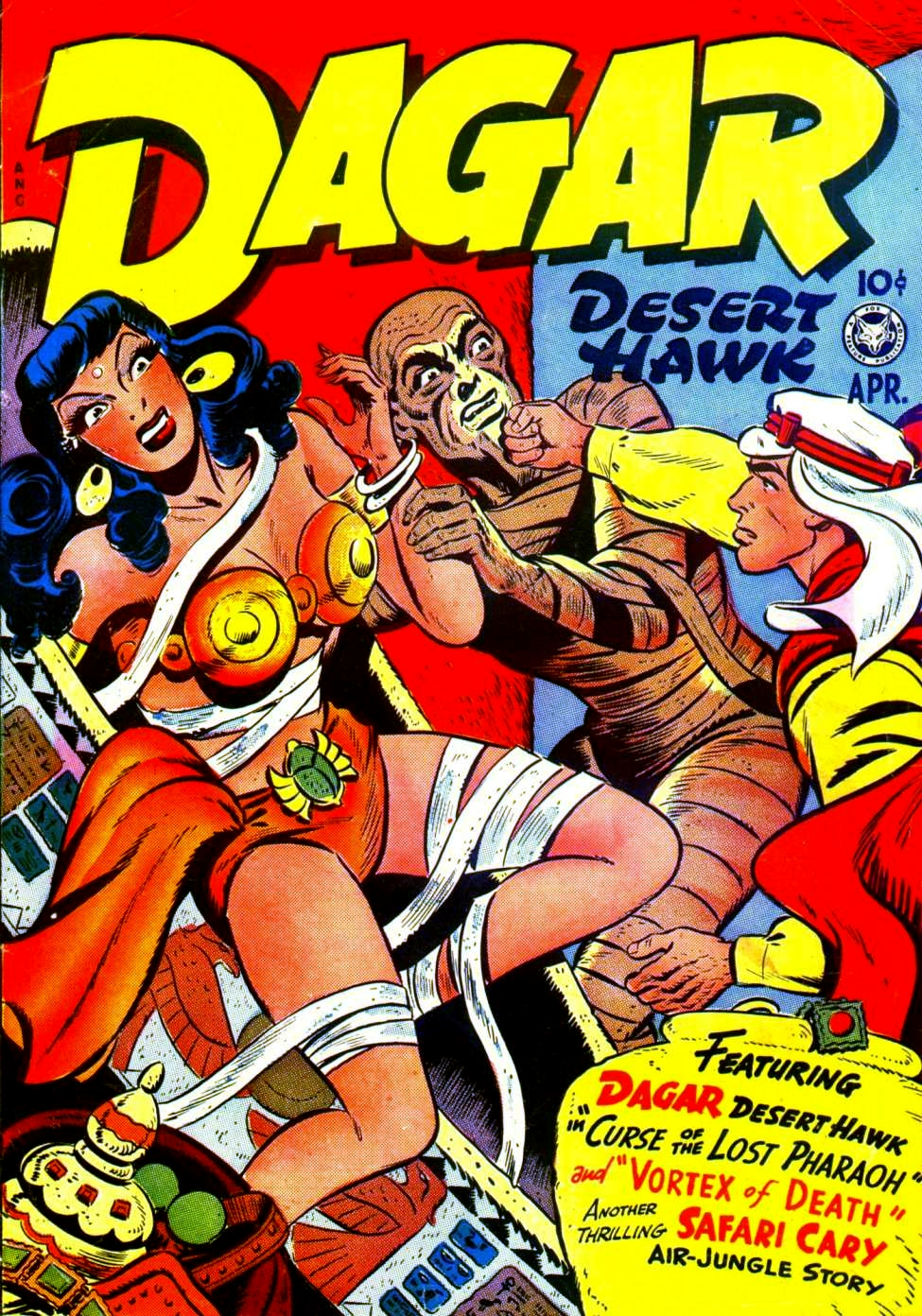
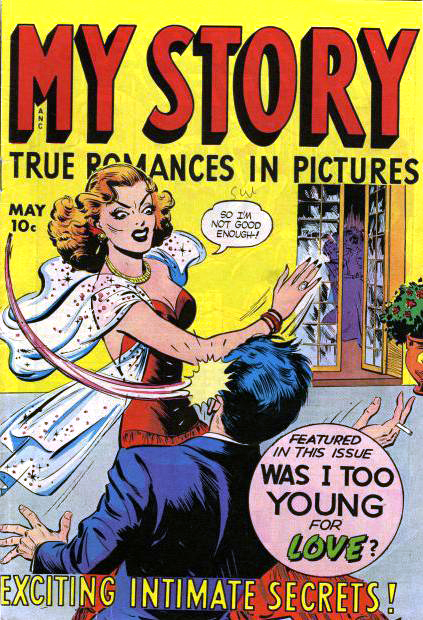
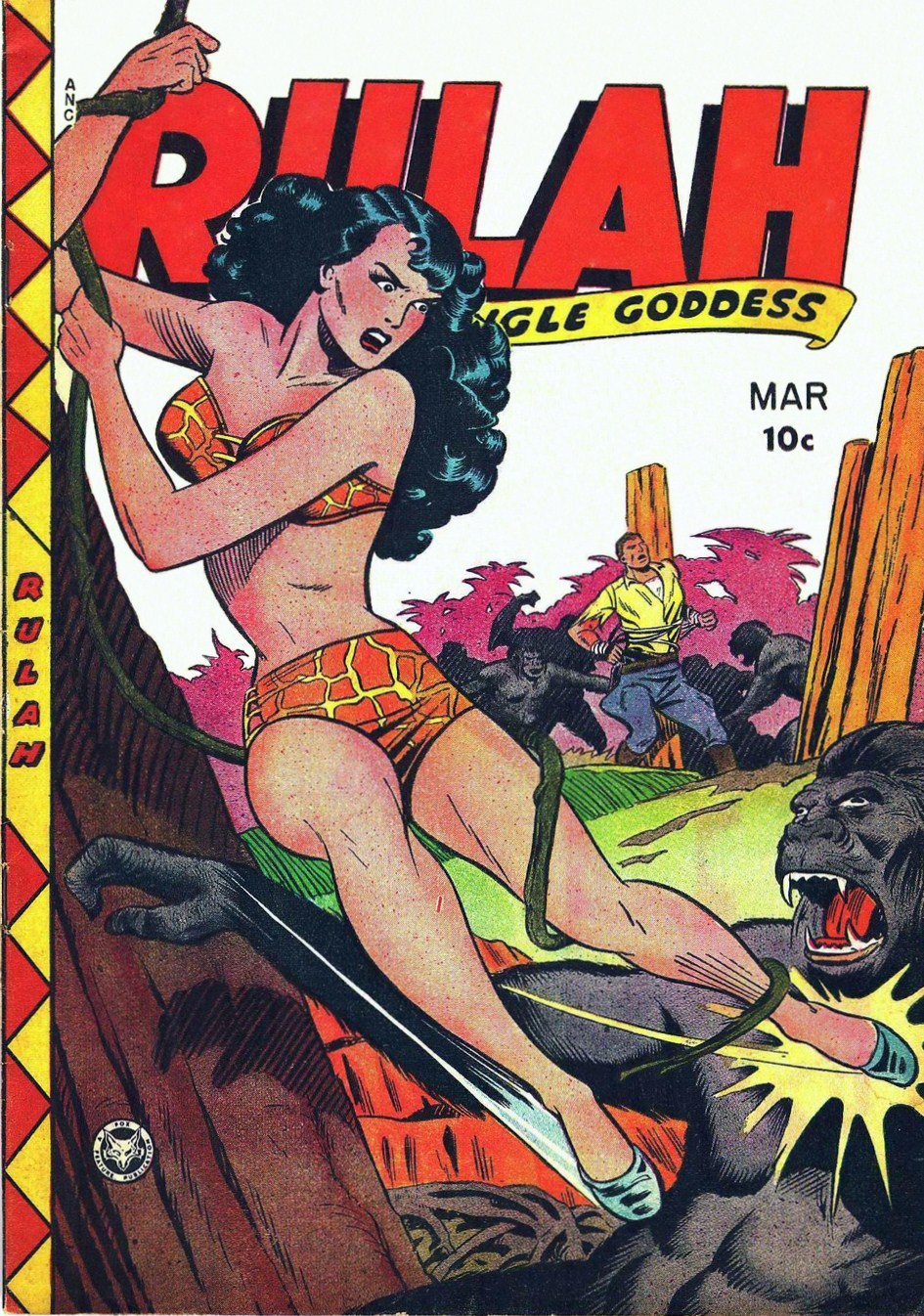
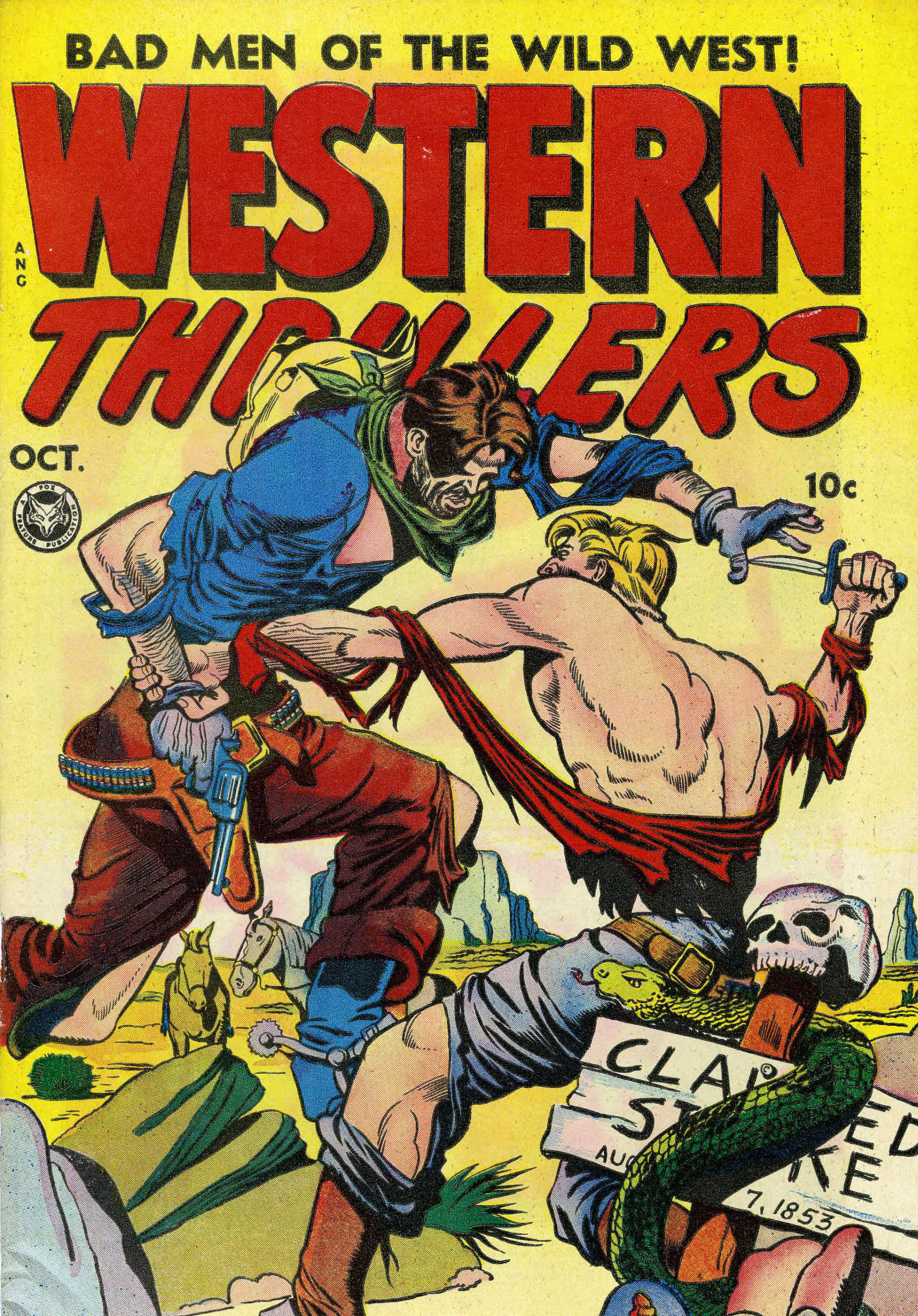
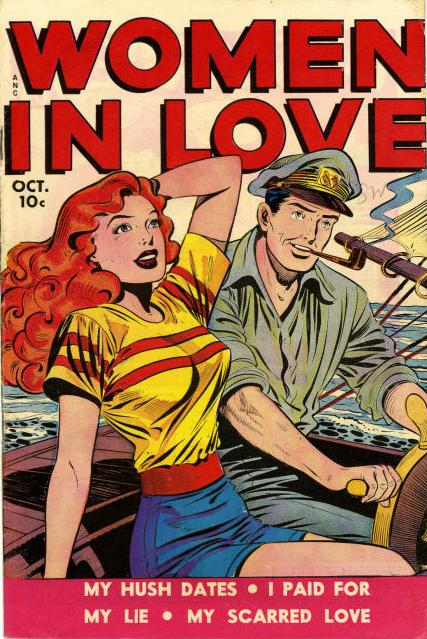
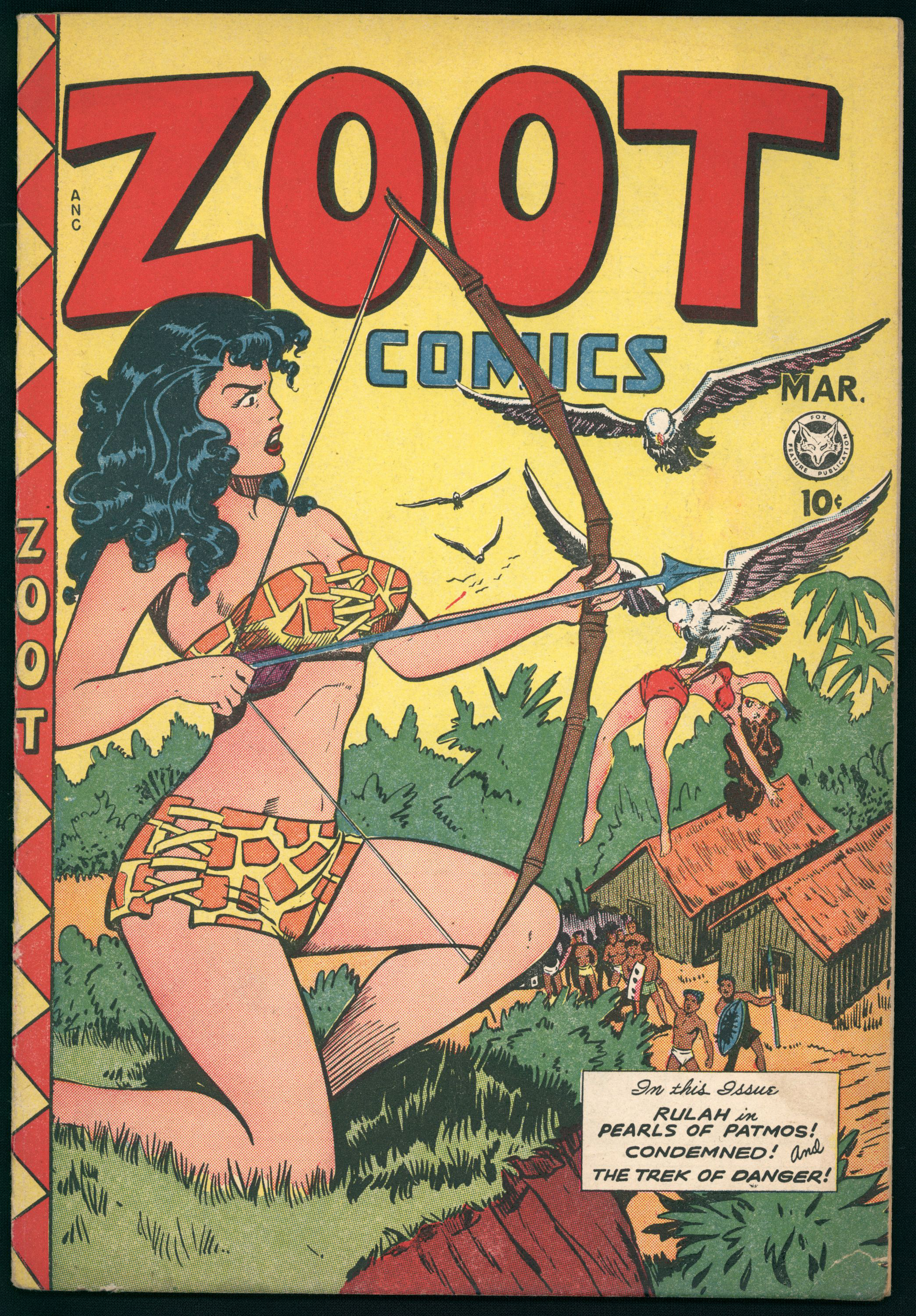

## Personaggi
- Thor
- Wonder Man